# Raggruppamento Sociale Repubblicano
Il Raggruppamento Sociale Repubblicano (successivamente conosciuto anche come "Partito del Socialismo Nazionale") è stata una formazione politica neofascista operante dal 1952 al 1957 e dal 1957 agli anni '60 dentro il cartello Partito Nazionale del Lavoro, frutto di una scissione dell'ala di sinistra fascista, socializzatrice e rivoluzionaria, del Movimento Sociale Italiano.

## Storia
La corrente della "sinistra" missina nel settembre 1951 si spacca in sede di Comitato centrale sul sostegno del partito al PNM, con Giorgio Almirante e Filippo Anfuso che votano a favore del segretario Augusto De Marsanich, mentre Ernesto Massi e Giorgio Pini restano contrari all'alleanza con i monarchici.

### La scissione del 1952
La corrente esce sconfitta dal congresso nazionale dell'Aquila del luglio 1952 ed escono dal MSI due dei tre principali leader della "sinistra", l'ex sottosegretario all'Interno della RSI Giorgio Pini e l'ex direttore de La Stampa Concetto Pettinato.
Poche settimane dopo questi fondano ufficialmente (il 31 agosto) a Bologna il "Raggruppamento Sociale Repubblicano". Con loro anche il colonnello Massimo Invrea (poi generale) che fu nominato segretario nazionale dall'Esecutivo centrale. A tale formazione entreranno a far parte subito gli esponenti della corrente interna missina "Gruppi Autonomi Repubblicani". Si sviluppò soprattutto nel Nord Italia. Il "RSR" propugnava l'integrale applicazione del Manifesto di Verona.
Lo stemma del partito era una fiamma tricolore con alla base la scritta "RSR" circondata da una corona d'alloro. L'organo ufficiale del movimento era La Prima Fiamma, quindicinale edito a Torino
Secondo quanto riporta Giuseppe Pardini, avrebbero avuto contatti con esponenti del Partito Comunista Italiano, tra i quali Luigi Longo, su incarico della direzione nazionale del PCI. Da questi incontri può essere letta la decisione di invitare i lavoratori aderenti al RSR ad iscriversi alla CGIL invece che alla CISNAL 
Ebbero anche rapporti con i Gruppi di Pensiero Nazionale, capeggiati da Stanis Ruinas, che alla fine però non aderirono.
Nell'agosto del 1953 il RSR cambiò nome in Partito del Socialismo Nazionale.

### La scissione del 1957 e l'esperienza del Partito Nazionale del Lavoro
Il vice segretario missino Ernesto Massi, l'altro esponente della sinistra interna, uscito dal MSI nel 1957 a seguito della sconfitta nel congresso nazionale del MSI di Milano che conferma segretario il moderato Arturo Michelini, diede vita nel dicembre 1957 al Partito Nazionale del Lavoro, dove si raccoglierà in massa l'ala sinistra missina dimissionaria dal partito, e dove confluiranno gli stessi Giorgio Pini e Concetto Pettinato, mentre anche la destra tradizionalista ed evoliana di Pino Rauti uscì dal MSI creando il Centro Studi Ordine Nuovo.
Il Partito Nazionale del Lavoro alle elezioni politiche del 1958 presentò liste alla Camera in cinque circoscrizioni, ma non ebbe alcun eletto.